# وادي احمد (فرع العدين)

تعديل مصدري - تعديل

وادي احمد محلة تابعة لقرية الشربة، التابعة لعزلة الوزيرة بمديرية فرع العدين إحدى مديريات محافظة إب في الجمهورية اليمنية، بلغ تعداد سكانها 75 حسب تعداد اليمن لعام 2004.